# Rugat (kommunhuvudort)
Rugat är en kommunhuvudort i Spanien.   Den ligger i provinsen Província de València och regionen Valencia, i den östra delen av landet, 300 km sydost om huvudstaden Madrid. Rugat ligger 292 meter över havet och antalet invånare är 196.
Terrängen runt Rugat är kuperad åt sydost, men åt nordväst är den platt. Runt Rugat är det ganska tätbefolkat, med 60 invånare per kvadratkilometer. Närmaste större samhälle är Gandia, 18,2 km nordost om Rugat. Trakten runt Rugat består till största delen av jordbruksmark.